# Lebanon (Ohio)
Lebanon település az Amerikai Egyesült Államok Ohio államában, Warren megyében, melynek megyeszékhelye is. Lakosainak száma 20 841 fő (2020. április 1.).

## Népesség
A település népességének változása:

| 2010 | 20 033 |
| 2020 | 20 841 |